# Distrito de Keewatin
O Distrito de Keewatin foi um antigo território do Canadá e mais tarde um distrito administrativo dos Territórios do Noroeste.
O nome "Keewatin" vem das raízes algonquinas - ou kīwēhtin (ᑮᐍᐦᑎᐣ) em Cree ou giiwedin (ᑮᐌᑎᓐ) em Ojibwe - ambas significando vento do norte em suas respectivas línguas. Em Inuktitut, era chamado de Kivalliq (ᑭᕙᓪᓕᖅ) - um nome que persiste como a região Kivalliq em Nunavut.

## Leitura complementar
- Allen, D. Lynne, and Ted H. Hogg. Bird studies in the Keewatin District. ESCOM report, no AI-27. Ottawa: Environmental-Social Program, Northern Pipelines, 1979.
- Aspler, Lawrence B. Analysis of Gossans and Exploration Guides, Hawk Hill-Griffin-Mountain Lakes Area, District of Keewatin. Yellowknife, N.W.T.: Indian and Northern Affairs Canada, 1990.
- Gordon, T. M. Precambrian Geology of the Daly Bay Area, District of Keewatin. [Ottawa, Canada]: Energy, Mines and Resources Canada, 1988. ISBN 0660126133
- Harrington, Richard, and Edmund Snow Carpenter. Padlei Diary, 1950 An Account of the Padleimiut Eskimo in the Keewatin District West of Hudson Bay During the Early Months of 1950. [S.l.]: Rock Foundation, 2000.
- Heard, Douglas C., George W. Calef, and Steve Cooper. Numbers, Distribution, and Productivity of Caribou in Northeastern Keewatin District, Northwest Territories. Yellowknife: N.W.T. Fish and Wildlife Service, 1977.
- Heywood, W. W., and B. V. Sanford. Geology of Southampton, Coats, and Mansel Islands, District of Keewatin, Northwest Territories. Ottawa, Canada: Geological Survey of Canada, 1976. ISBN 0660007568
- Hillis, Tracy L. The Demography and Ecology of the Tundra Wolf, Canis Lupis, in the Keewatin District, Northwest Territories. Thesis (M.Sc.)--Laurentian University, 1990, 1990. ISBN 0315642238
- Kuo, Chun-Yan. A Study of Income and Income Distribution in the Keewatin District of Northern Canada. [Ottawa]: Regional Planning Section, Policy and Planning ACND Division, Northern Policy and Program Planning Branch, Dept. of Indian Affairs and Northern Development, 1974.
- Lee, Hulbert Austin. Surficial Geology of Southern District of Keewatin And the Keewatin Ice Divide, Northwest Territories. Ottawa: Queen's printer, 1959.
- Norris, A. W. Brachiopods from the Lower Shale Member of the Williams Island Formation (Middle Devonian) of the Hudson Platform, Northern Ontario and Southern District of Keewatin. Ottawa: Geological Survey of Canada, 1993. ISBN 0660151642
- Schau, Mikkel. Geology of the Prince Albert Group in Parts of Walker Lake and Laughland Lake Map Areas, District of Keewatin. [Ottawa]: Geological Survey of Canada, 1982. ISBN 0660111438
- Steenhoven, G. van den. Leadership and Law Among the Eskimos of the Keewatin District, Northwest Territories. Rijswijk: Excelsior, 1962.
- Stewart, D. B., and Lionel M. J. Bernier. An Aquatic Resource Survey of Victoria and King William Islands and the Northeastern District of Keewatin, Northwest Territories. [Ottawa]: Supply and Services Canada, 1983. ISBN 0662131754
- Taylor, Frederick C. Precambrian Geology of the Half Way Hills Area, District of Keewatin. Ottawa, Canada: Geological Survey of Canada, 1985. ISBN 0660119293
- Wright, J. V. The Grant Lake Site, Keewatin District, N.W.T. Ottawa: National Museums of Canada, 1976.
- Wright, J. V. The Aberdeen Site, Keewatin District, N.W.T. Mercury series. Ottawa: Archaeological Survey of Canada, National Museum of Man, National Museums of Canada, 1972.
- Zoltai, S. C., and J. D. Johnson. Vegetation-Soil Relationships in the Keewatin District. Ottawa: Environmental-Social Program, Northern Pipelines, 1978.